# Syria-Fenicië
Syria-Fenicië (Latijn: Syria Phoenice) was een Romeinse provincie die de regio Fenicië omvatte. Ook de regio ten oosten van Fenicië behoorde tot de provincie, waaronder de steden Emesa en Palmyra. Legio III Gallica was in de provincie gelegerd.
De provincie ontstond in ca. 194 toen keizer Septimius Severus (193-211) de provincie Syria opsplitste in Syria-Coele (noord) en Syria-Fenicië (zuid) met als hoofdstad Tyrus.
Rond 394 werd de provincie opgesplitst in Fenicië I (west/kuststreek) en Fenicië-Libanensis (oost/binnenland). Beide waren onderdeel van de Dioecesis Orientis. Rond 630 werd de regio veroverd door de Arabieren.